# Parapucaya nodicollis
Parapucaya nodicollis är en skalbaggsart som beskrevs av Kirsch 1873. Parapucaya nodicollis ingår i släktet Parapucaya och familjen Dynastidae. Inga underarter finns listade i Catalogue of Life.